# Nationalité portugaise

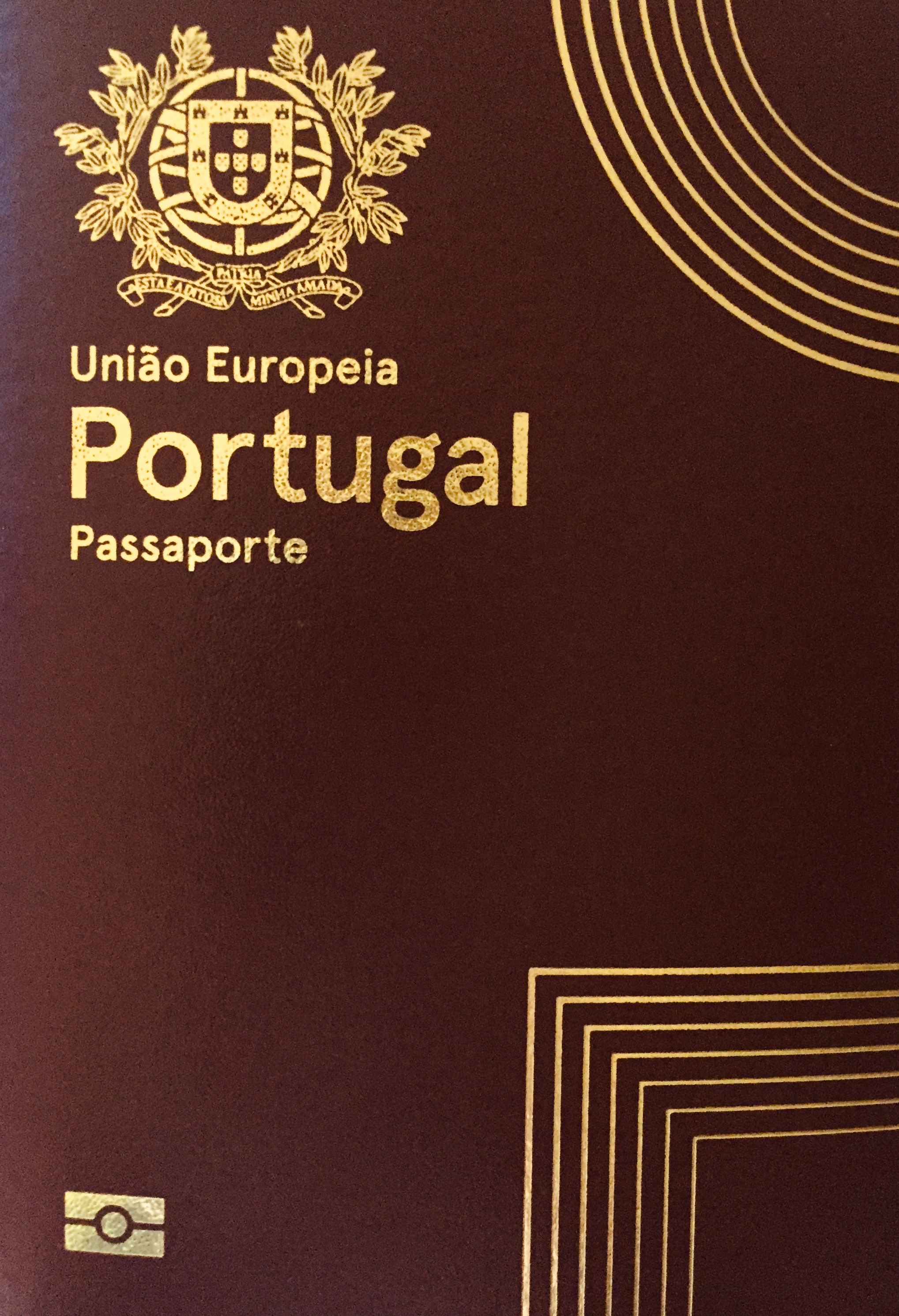
Illustration de la couverture du passeport, un document toujours lié à la nationalité de son titulaire.

La nationalité portugaise est régie par le décret-loi no 237-A du 14 décembre 2006 et par la loi organique no 2 du 17 avril 2006, qui a considérablement modifié la loi sur la nationalité (loi no 37 du 3 octobre 1981), dont l'article 4 de la Constitution de la République portugaise dispose. 
Actuellement, le code de la nationalité portugaise est basé sur le droit du sang, c’est-à-dire qu’un enfant est portugais de naissance si au moins l'un de ses parents est portugais. Peu importe que l'enfant soit né au Portugal ou à l'étranger. La loi de 2017 a renforcé le droit du sang aux petits-enfants de Portugais nés à l’étranger.
Les enfants nés au Portugal de parents étrangers peuvent acquérir la nationalité portugaise à leur majorité par naturalisation (à la seule condition d’avoir un casier judiciaire vierge) ou à la naissance s’ils sont nés de parents inconnus.